# Der Müller und sein Kind (Deutschland, 1911)
Der Müller und sein Kind ist der Titel eines Stummfilmschauerdramas, das Adolf Gärtner 1911 für Oskar Messters Projektions GmbH Berlin mit Henny Porten in der Hauptrolle nach dem viel gespielten Theaterstück von Ernst Raupach gedreht hat. Die literarische Vorlage von 1835 bearbeitete Joseph Delmont für den Film.

## Handlung
Marie, Tochter des Müllers, liebt Konrad, den Gesellen. Der Vater willigt in eine Heirat nicht ein, weil Konrad viel zu arm ist. Konrad geht auf Wanderschaft. Eines Tages verkündet Konrads Flötenspiel seine Rückkehr. Maries Vater ist schwerkrank. Vor seinem Tod will der geizige Müller sein Geld vergraben. Als Konrad ihn dabei überrascht, stirbt er. Marie aber hält Konrad für den Mörder und weist ihn fort. Er zieht mit Musikanten durchs Land. Als er wiederkehrt, liegt Marie todkrank im Fieberwahn. Sie stirbt verklärt, als er ihr nochmal ihre gemeinsame Melodie vorspielt.
(Inhaltsangabe aus murnau-stiftung.de)

## Produktionsnotizen
Die Produktion der Berliner „Messters Projektions GmbH“ des Produzenten Oskar Messter wurde von Willy Gaebel photographiert; das Bühnenbild gestaltete Kurt Dürnhöfer.
Die deutsche Erstaufführung fand am 4. November 1911 in Berlin statt.
Der Film wird erwähnt in
- Lichtbildbühne No. 39, 1911
- VUP, 04.11.1911

und ist registriert bei
- Birett, Verzeichnis in Deutschland gelaufener Filme. München 1980 (München) No. 488, 1912
- Lamprecht Vol. 11 No. 89
- Katalog des Pordenone-Festivals.[2]

In Österreich hatte im selben Jahr Walter Friedmann Raupachs Stück mit Theodor Weiß als Müller, Else Heller als sein Kind Marie, Max Bing als Konrad, Ernst Lunzer als Wirt und einem Herrn Ludwig als Pfarrer für die "Österreichisch-ungarische Kino-Industrie" von Jacob Fleck und Anton Kolm verfilmt.
Friedmanns Fassung von "Der Müller und sein Kind" gilt heute als das älteste vollständig erhaltene österreichische Stummfilmdrama.
Das Österreichische Filmarchiv hat den Film erhalten, rekonstruiert und umkopiert und anlässlich der Retrospektive "80 Jahre Österreichischer Film" bei den Filmtagen in Wels wieder aufgeführt.
In München verbot die Polizei 1911 unter der Nr. 4245 eine Aufführung.
Anmerkungen:
1. Ein parodistisches Duett "Der Müller und sein Kind" für 2 Singstimmen mit Pianofortebegl. auf einen Text von J. Weil komponierte Carl Millöcker. Es erschien 1870 im Verlag Bösendorfer, Wien.
2. Das Volksdrama "Der Müller und sein Kind" soll, glaubt man der Literatur, das Leibstückl des Münchener Humoristen Karl Valentin gewesen sein, von welchem er Textteile auswendig wusste und dessen Aufführung im Volkstheater er alljährlich wenigstens ein Mal besuchte.
3. Die bei IMDb und filmportal.de/murnau-stiftung.de angegebene Spieldauer von 26 Minuten ist bei Tonfilmgeschwindigkeit gemessen; mit der zur Entstehungszeit üblichen Bildfrequenz von 16 ⅔ BpS vorgeführt liefe der Film 38 Minuten.